# Smoke Rings
Smoke Rings var ett radioprogram som spelade jazz, främst från swingepoken, med Leif "Smoke Rings" Anderson som programledare. Programmet sändes från Sveriges Radio i Malmö i först P1, sedan P3, och de sista åren i P4. Smoke Rings sändes en gång i veckan från 12 september 1960 till 14 november 1999.  
Med sammanlagt 1 786 program blev det Sveriges Radios hittills längsta programserie med samma programledare. (Det tidigare rekordprogrammet, Barnens brevlåda med Sven Jerring, sändes 1 785 gånger under åren 1925–1972.)

## Om programmet
Programmets underrubrik var "Swing och sweet på skiva", och musiken som spelades var i huvudsak jazz från 1920-talet och fram till 1940-talet, men nyare inspelningar förekom också – dock aldrig någon "modern" jazz (t ex bebop), vilken ogillades av programledaren. Allt eftersom åren gick blev det allt fler minnesprogram över nyligen avlidna jazzmusiker. 
Anderson blandade svenska med fraser han snappat upp från amerikanska jazzskivor. Den fasta öppningsrepliken "Hello there, music lovers" blev liksom det alltid avslutande "Thank you and good night. We'll be back with some more sweet and swinging music, we hope... and this will have to do until the real thing comes along" med tiden moderna klassiker.
Efter Andersons död lades radioprogrammet ner. Några år ersattes programmet av Stardust, presenterad av Frans Sjöström från Malmö.

### Signaturmelodier
Signaturen som inledde programmet var Smoke rings med Glen Gray and the Casa Loma Orchestra, inspelad 1937. Avsignaturerna varierade mellan Until the real thing comes along med Van Alexanders orkester inspelad 1937 och Marlowe's Theme (även kallad Farewell My Lovely), med David Shires orkester ur filmen Kör hårt Marlowe, inspelad 1975